# Pridoli
A pridoli a szilur időszak utolsó kora, illetve, mivel a kort nem tagolják, annak egyetlen korszakát is jelentheti. 423,0 ± 2,3 millió évvel ezelőtt (mya) kezdődött a ludlowi kor ludfordi korszaka után, és 419,2 ± 3,2 mya ért véget a devon időszak kora devon korának lochkovi korszaka előtt.
Nevét a Prága Slivenec nevű külvárosától nem messze található Homolka a Přídolí nevű mezőről kapta. (Ez nem azonos a dél-csehországi Přídolí településsel.) Az elnevezést Ferdinand Prantl és Alois Přibyl cseh geológusok vezették be a szakirodalomba 1948-ban.

## Meghatározása
A Nemzetközi Rétegtani Bizottság meghatározása szerint a pridoli emelet alapja (a korszak kezdete) a Monograptus parultimus graptolita megjelenésével kezdődik. Az emelet tetejét (a korszak végét) a Monograptus uniformis graptolita megjelenése jelzi.